# آماندا ویر
آماندا ویر (به انگلیسی: Amanda Weir) (زادهٔ ۱۱ مارس ۱۹۸۶) شناگر اهل ایالات متحده آمریکا است.